# Клаус Райнхарт
Клаус Райнхарт (на немски: Klaus Reinhardt) е германски офицер (генерал) и историк.
Роден е на 15 януари 1941 година в Берлин в семейството на националсоциалистическия функционер Фриц Райнхарт. От 1960 година служи в армията. През 1972 година завършва история и политически науки във Фрайбургския университет, като дисертацията му, преиздавана десетилетия по-късно, защитава тезата, че обратът на Източния фронт през Втората световна война настъпва още с германския неуспех в битката при Москва.
През 1975 година завършва генералщабния курс на Командната академия на Бундесвера, която ръководи от 1990 година. От 1993 година е командващ III корпус, от 1994 година оглавява Командването на армията, от 1998 година – групата армии на НАТО в Централна Европа, през 1999 – 2000 година е командващ на КейФОР. През 2001 година се уволнява от армията.